# 丘罗维奇农村居民点
丘罗维奇农村居民点（俄语：Чуровичское сельское поселение）是俄罗斯联邦布良斯克州克利莫沃区所属的一个农村居民点。其下辖有7个居民点，行政中心为丘罗维奇。据2015年统计，该农村居民点的人口为1337人。